# KazSat 2
KazSat 2 ist ein kommerzieller Kommunikationssatellit der kasachischen nationalen Raumfahrtbehörde.
Er wurde am 15. Juli 2013 um 23:16:00 Uhr UTC  mit einer Proton-M-Trägerrakete vom Startplatz 200/39 in Baikonur zusammen mit SES-3 durch International Launch Services (ILS) in eine geostationäre Umlaufbahn gebracht. Der dreiachsenstabilisierte Satellit ist mit 20 Ku-Band-Transpondern (davon dienen zwölf für Kommunikationsdienstleistungen, vier für Fernsehübertragungen und vier als Reserve) ausgerüstet und soll von der Position 86,5° Ost aus Kunden in Kasachstan und Zentralasien mit einer Reihe von Telekommunikationsdiensten versorgen.
Nachdem der erste KazSat-Satellit (KazSat 1) im Juni 2006 erfolgreich gestartet wurde, gab es Gespräche über den Nachfolger. Am 25. September 2006 wurde bekanntgegeben, dass auch dieser Satellit von GKNPZ Chrunitschew gebaut werden soll. Das Auftragsvolumen beträgt 115 Millionen US-Dollar, der Start war bei Auftragsvergabe für 2009 vorgesehen, erfolgte jedoch erst im Juli 2011. Für die Programmverzögerungen hat der russische Hersteller nach Angaben des Leiters der kasachischen nationalen Raumfahrtbehörde und ehemaligen Kosmonauten Talgat Mussabajew an Kasachstan umfangreiche Kompensationszahlungen geleistet. KazSat 2 basiert auf dem russischen Jachta-Satellitenbus, bei der die Satellitenkomponenten um eine zylinderförmige, lasttragende Struktur herum montiert sind, welche den Doppelstart mit dem aufgesetzten SES 3 ermöglicht. Bei der immer wieder unter Verzögerungen leidenden Herstellung wurden im Gegensatz zum gescheiterten Vorgänger KazSat 1 in größerem Maße Komponenten aus Westeuropa verwendet. So wurden die Sensoren zur Positionsbestimmung und Bewegungserfassung des Satelliten von EADS Astrium bzw. von Tochterunternehmen des Konzerns verwendet. Auch die Kommunikationsnutzlast hat westeuropäische Ursprünge, da bei der Entwicklung wie schon bei KazSat 1 Thales Alenia Space half. Die Nutzlast hat eine Masse von 215 Kilogramm und besitzt einen Leistungsbedarf 1815 Watt. Die Energieversorgung übernehmen zwei Solarzellenausleger. Der beim Start 1272 Kilogramm schwere Satellit hat eine angestrebte Gesamtlebensdauer von 14,5 Jahren.